# Clastobasis fijiana
Clastobasis fijiana är en tvåvingeart som först beskrevs av Edwards 1924.  Clastobasis fijiana ingår i släktet Clastobasis och familjen svampmyggor.
Artens utbredningsområde är Fiji. Inga underarter finns listade i Catalogue of Life.